# 2021-es spanyol labdarúgókupa-döntő
A 2021-es spanyol labdarúgókupa-döntő a 119. volt a Copa del Rey, azaz a spanyol labdarúgókupa történetében. A mérkőzést Sevillában, az Estadio de La Cartuja stadionban rendezték, két héttel a koronavírus-járvány miatt korábban egy éven át halasztott 2020-as kupadöntőt követően. Érdekesség, hogy az Athletic Bilbao annak a döntőnek is résztvevője volt, így tizennégy nap alatt kétszer mérkőzhetett meg a trófeáért, amelyet ezúttal sem sikerült megnyernie, miután a Barcelona a találkozó legjobbjának megválasztott Lionel Messi vezérletével 4–0-ra legyőzte baszk riválisát. A katalán csapat rekordot jelentő 31. kupagyőzelmét ünnepelhette.

## Út a döntőbe
| Athletic Bilbao | Athletic Bilbao       | Forduló                    | Barcelona      | Barcelona         |  |
| --------------- | --------------------- | -------------------------- | -------------- | ----------------- |  |
| Ellenfél        | Végeredmény           |                            | Ellenfél       | Végeredmény       |  |
| Kiemelt         | Kiemelt               | Első forduló               | Kiemelt        | Kiemelt           |  |
| Kiemelt         | Kiemelt               | Második forduló            | Kiemelt        | Kiemelt           |  |
| UD Ibiza        | 2–1 (V)               | A legjobb 16 közé jutásért | Cornellà       | 2–0 (hu) (V)      |  |
| Alcoyano        | 2–1 (V)               | Nyolcaddöntő               | Rayo Vallecano | 2–1 (V)           |  |
| Real Betis      | 1–1 (b: 4–1) (V)      | Negyeddöntő                | Granada        | 5–3 (hu) (V)      |  |
| Levante         | 1–1 (H), 2–1 (hu) (V) | Elődöntő                   | Sevilla        | 0–2 (V), 3–0 (hu) |  |

Jelmagyarázat: (H) = hazai pályán játszott mérkőzés; (V) = Idegenben játszott mérkőzés

## A mérkőzés
| 2021. április 17. 21:30 CEST |

| Athletic Bilbao | 0–4               | Barcelona                                  |
| --------------- | ----------------- | ------------------------------------------ |
|                 | (0–0) Jegyzőkönyv | Griezmann 60' F. de Jong 63' Messi 68' 72' |

| Estadio de La Cartuja, Sevilla Játékvezető: Juan Martínez Munuera |

| Athletic Bilbao | Barcelona |

| GK          | 1  | Unai Simón       |     |     |
| RB          | 18 | Óscar de Marcos  |     |     |
| CB          | 5  | Yeray Álvarez    |     | 67' |
| CB          | 4  | Iñigo Martínez   |     |     |
| LB          | 24 | Mikel Balenziaga |     |     |
| RM          | 12 | Álex Berenguer   |     | 54' |
| CM          | 14 | Dani García      | 39' |     |
| CM          | 8  | Unai López       |     | 67' |
| LM          | 10 | Iker Muniain (c) |     | 46' |
| CF          | 9  | Iñaki Williams   |     | 67' |
| CF          | 22 | Raúl García      |     |     |
| Cserék:     |    |                  |     |     |
| GK          | 13 | Jokin Ezkieta    |     |     |
| DF          | 3  | Unai Núñez       |     | 67' |
| DF          | 15 | Iñigo Lekue      |     | 46' |
| DF          | 17 | Yuri Berchiche   | 90' | 67' |
| DF          | 21 | Ander Capa       |     |     |
| MF          | 6  | Mikel Vesga      |     | 54' |
| MF          | 27 | Unai Vencedor    |     |     |
| FW          | 2  | Jon Morcillo     |     |     |
| FW          | 20 | Asier Villalibre |     | 67' |
| Vezetőedző: |    |                  |     |     |
| Marcelino   |    |                  |     |     |

| GK            | 1  | Marc-André ter Stegen |  |     |
| CB            | 28 | Óscar Mingueza        |  | 87' |
| CB            | 3  | Gerard Piqué          |  | 82' |
| CB            | 15 | Clément Lenglet       |  |     |
| DM            | 5  | Sergio Busquets       |  |     |
| RM            | 2  | Sergiño Dest          |  | 74' |
| CM            | 21 | Frenkie de Jong       |  |     |
| CM            | 16 | Pedri                 |  | 81' |
| LM            | 18 | Jordi Alba            |  |     |
| CF            | 10 | Lionel Messi (c)      |  |     |
| CF            | 7  | Antoine Griezmann     |  | 88' |
| Cserék:       |    |                       |  |     |
| GK            | 26 | Iñaki Peña            |  |     |
| GK            | 36 | Arnau Tenas           |  |     |
| DF            | 4  | Ronald Araújo         |  | 82' |
| DF            | 20 | Sergi Roberto         |  | 74' |
| DF            | 23 | Samuel Umtiti         |  |     |
| MF            | 27 | Ilaix Moriba          |  | 81' |
| FW            | 9  | Martin Braithwaite    |  | 87' |
| FW            | 11 | Ousmane Dembélé       |  | 88' |
| FW            | 17 | Francisco Trincão     |  |     |
| Vezetőedző:   |    |                       |  |     |
| Ronald Koeman |    |                       |  |     |

| A mérkőzés legjobbja: Lionel Messi (Barcelona) Játékvezető-asszisztens: Diego Barbero Sevilla Raúl Cabañero Martínez Negyedik játékvezető: Guillermo Cuadra Fernández Tartalék játékvezető: Miguel Martínez Munuera Videóbíró: José Luis González González Videóbíró asszisztense: Ignacio Iglesias Villanueva | Szabályok - 90 perc játékidő - 30 perc hosszabbítás döntetlen esetén, majd büntetőpárbaj |